# Aleksander Kiklewicz
Aleksander Kiklewicz (ur. 27 listopada 1957 w Zadobryczach na Białorusi) – polski i białoruski językoznawca, slawista i komunikolog.

## Życiorys
Urodził się na Białorusi. W 1975 ukończył ze złotym medalem szkołę średnią nr 1 w Czerwieniu (pod Mińskiem). W 2000 przeniósł się wraz z rodziną (żoną Heleną i córką Katarzyną) do Polski; w 2009 otrzymał obywatelstwo polskie.

## Wykształcenie
W 1980 skończył studia wyższe (filologiczne) na Białoruskim Uniwersytecie Państwowym w Mińsku, w 1984 – studia doktoranckie na tejże uczelni w zakresie filologii słowiańskiej.

## Kariera naukowa
1984 – doktor nauk humanistycznych w dyscyplinie językoznawstwa (specjalność naukowa: slawistyka); 1995 – doktor habilitowany nauk humanistycznych w dyscyplinie językoznawstwa (specjalność naukowa: językoznawstwo ogólne); 2006 – profesor; 2011 – profesor zwyczajny. Od 2002 jest zatrudniony na Uniwersytecie Warmińsko-Mazurskim w Olsztynie. Jest kierownikiem Zakładu Komunikacji Społecznej i Języka Mediów w Instytucie Dziennikarstwa i Komunikacji Społecznej.

## Stypendia i granty
Kierownik bądź wykonawca kilku projektów naukowo-badawczych, w tym realizowanych we współpracy międzynarodowej: zrealizował projekty w ramach grantów Kasy im. Józefa Mianowskiego – Fundacji Popierania Nauki (1999), Komitetu Badań Naukowych (dwa projekty: 2001–2004, 2002–2004), Fundacji na Rzecz Popierania Nauki – Fonds der Förderung der wissenschaftlichen Forschung – FWF (Austria; 1993–1994), Fundacji im. Aleksandra von Humboldta (Niemcy; 1997–1998 i kolejne lata), Narodowego Centrum Nauki (2014–2017).

## Badania naukowe
Autor ponad 450 publikacji, w tym 21 monografii oraz 9 podręczników i skryptów; jest redaktorem lub współredaktorem 12 monografii zwartych. Publikował w języku angielskim, białoruskim, niemieckim, polskim, rosyjskim i ukraińskim na Białorusi, Litwie, Ukrainie, Węgrzech, w Austrii, Bułgarii, Kazachstanie, Niemczech, Polsce, Rosji i Serbii. Przedmiotem zainteresowań jest teoria i filozofia języka, metodologia badań lingwistycznych, socjologia językoznawstwa, gramatyka funkcjonalna, składnia semantyczna, komunikologia i pragmatyka językowa, psycholingwistyka i semantyka kognitywna, semantyka logiczna, slawistyka oraz językoznawstwo konfrontatywne: polsko-wschodniosłowiańskie oraz słowiańsko-germańskie.

## Działalność wydawnicza
Jest redaktorem naczelnym czasopisma „Przegląd Wschodnioeuropejski” (ISSN 2081-1128). W latach 1998–2013 wydawał w Mińsku (ostatni tom w Olsztynie) rocznik „Pałanistyka – Polonistika – Polonistyka”. Redaktor naczelny trzech serii monografii: „Studia z teorii komunikacji i medioznawstwa”; „Studia z teorii poznania i filozofii języka”; „Studia Polsko-Wschodnie” (Wydawnictwo UWM w Olsztynie). Na początku lat 90. ub. stulecia wspierał odrodzenie języka białoruskiego na Białorusi, współpracując z gazetą „Nasza słowa” (m.in. autor opublikowanych na łamach tej gazety serii „Bajki lingwistyczne”). Autor i redaktor unikatowego zbioru „Lingwiści żartują”, wydanego w 2000 w Monachium, a wznowionego w Moskwie – w 2006.

## Działalność organizacyjna
W latach 90. XX w. współpracował z Polskim Towarzystwem Naukowym na Białorusi (kierownik Sekcji Filologicznej). Założył studia polonistyczne na Białoruskim Uniwersytecie Państwowym w Mińsku. W latach 2000–2002 dyrektor Instytutu Filologii Polskiej Pomorskiej Akademii Pedagogicznej w Słupsku. W latach 2005–2012 prodziekan Wydziału Humanistycznego Uniwersytetu Warmińsko-Mazurskiego w Olsztynie. Od 2007 dyrektor Centrum Badań Europy Wschodniej. Kierownik kursów dokształcających/szkoleniowych „Nauki filologiczne we współczesnym europejskim systemie szkolnictwa wyższego” oraz „Kształcenie akademickie wobec przemian cywilizacyjnych” z udziałem pracowników akademickich, doktorantów i magistrantów z krajów Europy Wschodniej, szczególnie z Kazachstanu. Organizator kilku konferencji i sympozjów naukowych, w tym międzynarodowych, w szczególności Zjazdu Polskiego Towarzystwa Językoznawczego w Olsztynie (2009).

## Członkostwo w organizacjach
Jest członkiem dwóch Komisji przy Międzynarodowym Komitecie Slawistów: Komisji Stylistycznej oraz Komisji Lingwistyki Dyskursu, a także członkiem Socjetas Humboldtiana Polonorum. Jest (powtórnie) członkiem Zarządu Polskiego Towarzystwa Językoznawczego.

## Hobby
Koszykówka (2010 – zdobywca Pucharu Rektora UWM w koszykówce; 2011 – 2. miejsce); gitara (ballady i pieśni rosyjskie); poezja ironiczna.